# Odio a la Luna
Odio a la Luna è un singolo del cantautore italiano Mr. Rain e del cantante spagnolo Walls, pubblicato il 7 marzo 2025.

## Descrizione
Il brano, scritto da entrambi gli artisti con Lorenzo Vizzini, è prodotto da Pablo Rouss.

## Video musicale
Il video musicale, diretto da Jimmy Llamas, è stato pubblicato in concomitanza all'uscita del brano attraverso il canale YouTube di Mr. Rain.

## Tracce
Testi e musiche di Mattia Balardi, Ginés Paredes Giménez e Lorenzo Vizzini.
1. Odio a la Luna – 2:32

## Formazione
- Mr. Rain – voce
- Walls – voce
- Pablo Rouss – programmazione, produzione